# Patrick Kelly (Rennfahrer)

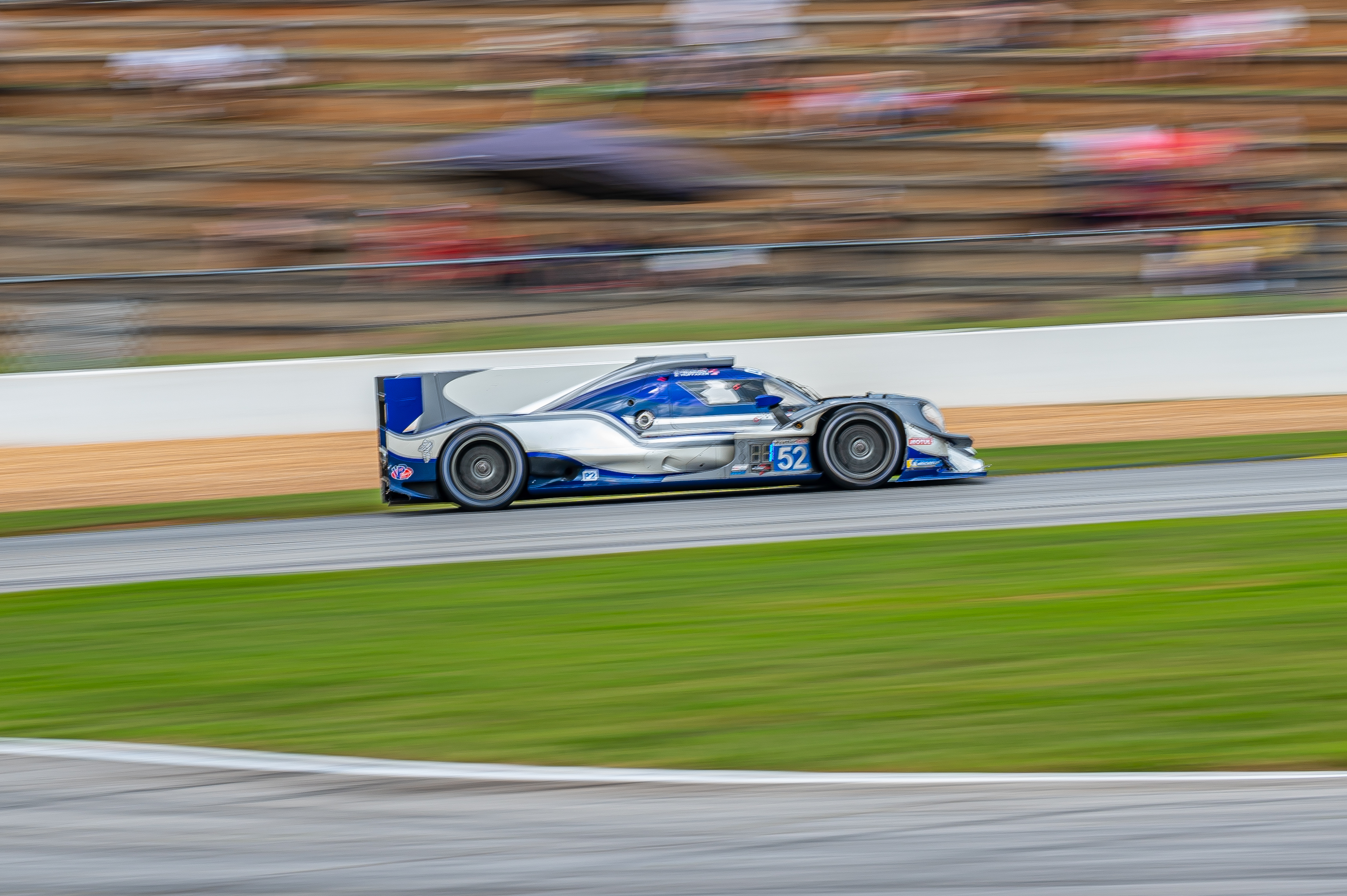
Der Oreca 07 von Simon Trummer, Scott Huffaker und Patrick Kelly beim 6-Stunden-Rennen von Road Atlanta 2020

Patrick Kelly (* 4. September 1967 im Hennepin County) ist ein US-amerikanischer Autorennfahrer.

## Karriere im Motorsport
Patrick Kelly begann seine Karriere als Rennfahrer 2006 in einer Rennserie der US-amerikanischen IMSA. Er startete drei Jahre in der IMSA GT3 Challenge, wo er 2008 auf einem Porsche 911 GT3 Cup hinter Bob Faieta und Dino Steiner Dritter in der Schlusswertung wurde. Auf ein Rennjahr in der American Le Mans Series 2010 folgte eine achtjährige Rennpause.
2019 kehrte er auf die Rennpisten zurück und gewann 2020 im Oreca 07 von PR1 Mathiasen Motorsports die LMP2-Klasse der IMSA WeatherTech SportsCar Championship. 2021 gab er sein Debüt beim 24-Stunden-Rennen von Le Mans, das nach einem Motorschaden am Mathiasen-Oreca 07 vorzeitig endete.

## Statistik

### Le-Mans-Ergebnisse
| Jahr | Team                      | Fahrzeug | Teamkollege   | Teamkollege   | Platzierung | Ausfallgrund |
| ---- | ------------------------- | -------- | ------------- | ------------- | ----------- | ------------ |
| 2021 | PR1 Motorsports Mathiasen | Oreca 07 | Gabriel Aubry | Simon Trummer | Ausfall     | Motorschaden |

### Sebring-Ergebnisse
| Jahr | Team                      | Fahrzeug            | Teamkollege      | Teamkollege    | Platzierung            | Ausfallgrund |
| ---- | ------------------------- | ------------------- | ---------------- | -------------- | ---------------------- | ------------ |
| 2010 | Alex Job Racing           | Porsche 997 GT3 Cup | Ricardo González | Luis Díaz      | Rang 19                |              |
| 2020 | PR1 Mathiasen Motorsports | Oreca 07            | Simon Trummer    | Scott Huffaker | Rang 9 und Klassensieg |              |

### Einzelergebnisse in der FIA-Langstrecken-Weltmeisterschaft
| Saison | Team                      | Rennwagen | 1   | 2   | 3   | 4   | 5   | 6   |
| ------ | ------------------------- | --------- | --- | --- | --- | --- | --- | --- |
| 2021   | PR1 Motorsports Mathiasen | Oreca 07  | SPA | POR | MON | LEM | BAH | BAH |
| 2021   | PR1 Motorsports Mathiasen | Oreca 07  | 14  |     |     | DNF |     |     |